# NGC 4017
NGC 4017 este o radiogalaxie situată în constelația Părul Berenicei. A fost descoperită în 11 aprilie 1785 de către William Herschel. Se află la o distanță de 53,4 de megaparseci de Pământ.